# نيلس بيترسن
نيلز بيترسن (بالألمانية: Nils Petersen) وهو لاعب كرة قدم سابق ألماني  في مركز الهجوم ولد في يوم 6 ديسمبر 1988 في بلدة فيرنيغيرود في ألمانيا الشرقية، لعب مع نادي فرايبورغ وسبق له اللعب مع أندية فيردر بريمن وبايرن ميونخ وإنيرجي كوتبوس ولعب مع نادي كارل زايس يينا ونادي جرمانيا هاربلشتاد ولعب مع منتخب ألمانيا لكرة القدم تحت 21 سنة ويبلغ طوله 188 سم.

## روابط خارجية
- نيلس بيترسن على موقع الاتحاد الأوربي (الإنجليزية)
- نيلس بيترسن على موقع قاعدة بيانات كرة القدم.إي يو (الإنجليزية)
- نيلس بيترسن على موقع بيانات كرة القدم. دي إي (الألمانية)
- نيلس بيترسن على موقع ناشيونال فوتبول تيمز (الإنجليزية)
- نيلس بيترسن على موقع Soccerway.com (الإنجليزية)
- نيلس بيترسن على موقع عالم كرة القدم.نت (الإنجليزية)
- نيلس بيترسن على موقع أوليمبيديا (الإنجليزية)
- نيلس بيترسن على موقع اللجنة الأولمبية الألمانية (الألمانية)
- نيلس بيترسن على موقع AS.com (الإسبانية)